# Selon Ponce Pilate
Pour plus de détails, voir Fiche technique et Distribution.
Selon Ponce Pilate (titre original : Secondo Ponzio Pilato) est un film italien réalisé par Luigi Magni, sorti en 1987.

## Synopsis
Après la crucifixion de Jésus de Nazareth, la culpabilité commence à ronger la conscience de Ponce Pilate, le gouverneur de la Judée, car le fameux messie aurait pu être réellement innocent des accusations portées contre lui.

## Fiche technique
- Titre : Selon Ponce Pilate
- Titre original : Secondo Ponzio Pilato
- Réalisation et scénario : Luigi Magni
- Photographie : Angelo Pennoni (it)
- Montage : Ruggero Mastroianni
- Musique : Angelo Branduardi
- Décors : Enzo Forletta
- Costumes : Lucia Mirisola
- Producteur : Franco Committeri (it)
- Société de production : Massfilm, Reteitalia
- Société de distribution : United International Pictures (UIP)
- Pays d'origine :  Italie
- Langue : italien
- Format : Couleur
- Genre : Comédie dramatique, Film historique,  Film biographique
- Durée : 105 minutes (1 h 45)
- Dates de sortie : 
  - Italie : 28 octobre 1987

## Distribution
- Nino Manfredi : Ponce Pilate
- Stefania Sandrelli : Claudia, la femme de Ponce Pilate
- Lando Buzzanca : Valeriano
- Mario Scaccia : Tibère
- Flavio Bucci : Hérode Antipas
- Antonio Pierfederici (it) : Joseph d'Arimathie
- Relja Basic : Anân
- Cosimo Cinieri : Caïphe
- Roberto Herlitzka : Barabbas
- Carlo Panchetti : Jésus
- Rita Capobianco : Salomé
- Luisa De Santis (it) : Estherina
- Lara Naszinski (it) : l'ange
- Pino Quartullo : Longinus
- Ricky Tognazzi : le légionnaire

## À noter
- Le film a été tourné en Tunisie, en Algérie et à Syracuse (Sicile).